# کرم ابراهیم جابر
کرم ابراهیم جابر (به عربی: کرم إبراهیم جابر) (زادهٔ ۱ سپتامبر ۱۹۷۹) کشتی‌گیر پیشین اهل مصر است که در دسته‌های میان‌وزن و سنگین‌وزن کشتی فرنگی رقابت می‌کرد. او برندهٔ مدال طلای المپیک ۲۰۰۴ آتن و مدال نقرهٔ المپیک ۲۰۱۲ لندن، و نیز نایب‌قهرمان دو دورهٔ مسابقات قهرمانی کشتی جهان در سال‌های ۲۰۰۲ و ۲۰۰۳ است. کسب مدال طلای سه دورهٔ پیاپی بازی‌های آفریقایی و نیز مدال طلای دو دورهٔ بازی‌های مدیترانه از دیگر افتخارات جابر است.

## فعالیت حرفه‌ای
کرم جابر در دیدار پایانی بازی‌های المپیک ۲۰۰۴ و در یک رقابت تاریخی توانست راماز نوزادزه از گرجستان را با نتیجهٔ ۱۲ بر ۱ شکست بدهد و قهرمان وزن ۹۶ کیلوگرم کشتی فرنگی بشود. جابر در نیمه‌نهایی توانسته بود مهمت اوزل از ترکیه را ۱۱ بر ۰ از پیش رو بردارد. این دومین نشان طلای مصر در کشتی فرنگی پس از بازی‌های المپیک تابستانی ۱۹۲۸ بود. ابراهیم مصطفی توانسته بود در المپیک ۱۹۲۸ نخستین طلای مصر در رقابت‌های فرنگی را به دست بیاورد.
جابر در ۳۱ دسامبر ۲۰۰۴ در یک رقابت هنرهای رزمی ترکیبی (MMA) در رویداد دینامیت کی وان مقابل کازویوکی فوجیتا (فرنگی‌کار) قرار گرفت و از حریف ژاپنی خود شکست خورد.
وی در افتتاحیهٔ المپیک ۲۰۰۸ در پکن پرچمدار کاروان کشورش بود، با این حال نتوانست به دور یک‌چهارم نهایی راه یابد. ولی در المپیک ۲۰۱۲ به دور پایانی راه پیدا کرد و نشان نقره گرفت.
وی در حالی که برای حضور در المپیک ۲۰۱۶ زیر نظر مربی خود، یاکوب پانوتاس تمرین می‌کرد، در اوت ۲۰۱۵ از سوی اتحادیهٔ جهانی کشتی به علت نامشخص بودن محل سکونت در حین مراجعهٔ مأموران آزمایش دوپینگ تا اوت ۲۰۱۷ از شرکت در تمامی رقابت‌ها محروم شد.